# Jamie Lomas
James "Jamie" Lomas (Mánchester, Inglaterra; 21 de abril de 1980) es un actor inglés, conocido por haber interpretado a Warren Fox en la serie Hollyoaks y a Jake Stone en la serie EastEnders.

## Biografía
Es hijo de Helen Webb, tiene dos hermanas Kelly y Cassie Lomas y tres medios hermanos, Lucy Webb, la actriz Charley Webb y el actor Danny Webb.
Jamie salió con Haley Lever. En enero de 2006 la pareja le dio la bienvenida a su primer hijo juntos, Billy Lomas. Sin embargo, terminaron la relación en 2007.
En julio de 2008 Jamie comenzó a salir con la actriz Kym Marsh. En el verano de 2009 la pareja anunció que estaban esperando su primer hijo juntos. El 12 de febrero del mismo año anunciaron por medio de un comunicado que su hijo, Archie Jay Lomas, había nacido el 11 de febrero 18 semanas antes de lo programado y que desgraciadamanente Archie había muerto momentos después de su nacimiento. Poco después, el 9 de octubre del mismo año Jamie y Kym anunciaron que habían terminado. Sin embargo, la pareja se reconcilió en septiembre y en Navidad del mismo año Jamie le propuso matrimonio a Kym y ella aceptó.  
El 26 de octubre de 2010 Kym anunció que tenía tres meses de embarazo. Más tarde, el 23 de marzo de 2011 la pareja le dio la bienvenida a Polly, quien nació cinco semanas antes de su fecha. En mayo de 2011 se anunció que Jamie y Kym estaban planeando casarse en 2012. La pareja finalmente se casó en septiembre de 2012. Sin embargo, se divorciaron el 10 de enero de 2014.
En 2014 comenzó a salir con la modelo Chloe Peers. Sin embargo, la relación terminó poco después.
En agosto de 2018 reveló que estaba saliendo con Portia Hughes, pero terminaron a principios de 2019.

## Carrera
En el 2006 obtuvo un pequeño papel en la película The Wind That Shakes the Barley protagonizada por los actores Cillian Murphy y Padraic Delaney. Ese mismo año interpretó durante la décima temporada al entrenador Alex Dempsey en la serie Dream Team.
El 20 de abril del 2006 se unió al elenco de la serie británica Hollyoaks donde interpretó al villano Warren Fox hasta el 2009, sin embargo regresó en el 2010 y su última aparición fue el 23 de diciembre del 2011, después de que su personaje fuera arrestado por el asesinato de su ex-prometida Louise.
En el 2011 apareció como invitado en un episodio de la serie Casualty donde interpretó a Barry Southern, Anteriormente Jamie había aparecido por primera vez en la serie en el 2005 donde interpretó a Nathan Simmonds durante el episodio "Baby Love".
En el 2013 apareció como invitado en la serie médica Doctors donde interpretó a Steve.
El 15 de agosto del 2013 se unió al elenco principal de la popular serie británica EastEnders donde interpretó Jake Stone, hasta el 18 de julio del 2014 después de que su personaje decidiera irse para ser un mejor padre para su hija. En mayo del 2016 regresó a la serie y su última aparición fue el 8 de noviembre del 2017.

## Filmografía

### Series de televisión
| Año                  | Título            | Personaje       | Notas                           |
| -------------------- | ----------------- | --------------- | ------------------------------- |
| 2006-2011, 2016-2019 | Hollyoaks         | Warren Fox      | 456 episodios                   |
| 2015                 | Stella            | Dan             | 2 episodios                     |
| 2013 - 2014, 2015    | EastEnders        | Jake Stone      | 62 episodios                    |
| 2013                 | Doctors           | Steve Whitehall | episodio "Where the Buck Stops" |
| 2011                 | Casualty          | Barry Southern  | episodio "Altered States"       |
| 2006                 | Dream Team        | Alex Dempsey    | episodio "One Good Man"         |
| 2005                 | Heartbeat         | Craig Harker    | episodio "Miller's Tale"        |
| 2004                 | Coronation Street | Jeff            | episodio # 1.5704               |

### Películas
| Año  | Título                          | Personaje          | Notas                                                       |
| ---- | ------------------------------- | ------------------ | ----------------------------------------------------------- |
| 2010 | Threads                         | Steve              | corto - Karen Asemper y Reece Noi                           |
| 2010 | Eternal Life                    | William            | corto - junto a Emmanuel Fabiyi                             |
| 2006 | The Wind That Shakes the Barley | Soldado Británico  | -                                                           |
| 2005 | Black/Blue                      | McKenzie           | corto - junto a Adewale Akinnuoye-Agbaje y Hainsley Guthrie |
| 2004 | Yasmin                          | Oficial de Policía | junto a Archie Panjabi                                      |

## Premios y nominaciones
| Año  | Categoría                                                                                           | Premio             | Serie     | Resultado |
| ---- | --------------------------------------------------------------------------------------------------- | ------------------ | --------- | --------- |
| 2017 | Best Bad Boy                                                                                        | Inside Soap Award  | Hollyoaks | Nominado  |
| 2017 | Best Actor                                                                                          | British Soap Award | Hollyoaks | Nominado  |
| 2009 | Best Actor                                                                                          | British Soap Award | Hollyoaks | Nominado  |
| 2008 | Spectacular Scene of the Year (junto a Gemma Bissix, Hannah Tointon, Chris Fountain y Matt Littler) | British Soap Award | Hollyoaks | Ganadores |
| 2007 | Villain of the Year                                                                                 | British Soap Award | Hollyoaks | Nominado  |